# Nguyễn Ngọc Bảo (doanh nhân)
Nguyễn Ngọc Bảo (sinh ngày 16 tháng 6 năm 1967) là một doanh nhân và chính trị gia người Việt Nam. Ông hiện là đại biểu Quốc hội Việt Nam khóa XIV nhiệm kì 2016-2021, thuộc đoàn đại biểu quốc hội tỉnh Bắc Ninh, Phó Chủ nhiệm Ủy ban Kinh tế của Quốc hội, Phó Chủ tịch nhóm nghị sĩ hữu nghị Việt Nam - Malaysia; Phó Chủ tịch Nhóm Nghị sĩ hữu nghị Việt Nam - Hàn Quốc, Phó Chủ tịch Trung ương Hội hữu nghị Việt Nam - Đan Mạch. Ông đã trúng cử đại biểu Quốc hội năm 2016 ở đơn vị bầu cử số 1, tỉnh Bắc Ninh gồm có thành phố Bắc Ninh và thị xã Quế Võ. Ông từng là đại biểu Quốc hội Việt Nam khóa 13, thuộc đoàn đại biểu thành phố Hà Nội..

## Xuất thân
Nguyễn Ngọc Bảo sinh ngày 16 tháng 6 năm 1967 quê quán ở xã Văn Môn, huyện Yên Phong, tỉnh Bắc Ninh. 
Ông hiện cư trú ở Số 150A, Bùi Thị Xuân, phường Nguyễn Du, quận Hai Bà Trưng, thành phố Hà Nội.

## Giáo dục
- Giáo dục phổ thông: 12/12
- Kỹ sư Kinh tế
- Thạc sĩ Kinh tế
- Cao cấp lí luận chính trị

## Sự nghiệp
Ông gia nhập Đảng Cộng sản Việt Nam vào ngày 20/1/1995.
Ông từng là đại biểu hội đồng nhân dân Thành phố Hà Nội nhiệm kỳ 2004-2011.
Ông từng là đại biểu Quốc hội Việt Nam khóa 13, thuộc đoàn đại biểu thành phố Hà Nội. Lúc này ông là Ủy viên Thường vụ Đảng uỷ Khối doanh nghiệp Hà Nội, Bí thư Đảng ủy, Chủ tịch HĐ thành viên, Tổng giám đốc công ty TNHH một thành viên đầu tư Việt Hà; Phó chủ tịch Trung ương Hội Hữu nghị Việt Nam-Đan Mạch; Ủy viên Ủy ban Kinh tế của Quốc hội.
Khi ứng cử đại biểu Quốc hội Việt Nam khóa 14 vào tháng 5 năm 2016 ông đang là Ủy viên Thường trực Ủy ban Kinh tế của Quốc hội, Phó Bí thư Chi bộ Vụ Kinh tế, Phó Chủ tịch Trung ương Hội hữu nghị Việt Nam - Đan Mạch, làm việc ở Ủy ban Kinh tế của Quốc hội.
Ông đã trúng cử đại biểu Quốc hội năm 2016 ở đơn vị bầu cử số 1, tỉnh Bắc Ninh gồm có thành phố Bắc Ninh và thị xã Quế Võ, được 182.071 phiếu, đạt tỷ lệ 80,10% số phiếu hợp lệ.
Ông hiện là Phó Chủ nhiệm Ủy ban Kinh tế của Quốc hội, Phó Chủ tịch nhóm nghị sĩ hữu nghị Việt Nam - Malaysia; Phó Chủ tịch Nhóm Nghị sĩ hữu nghị VIệt Nam - Hàn Quốc, Phó Chủ tịch Trung ương Hội hữu nghị Việt Nam - Đan Mạch (Đại biểu chuyên trách: Trung ương).
Ông đang làm việc ở Ủy ban Kinh tế của Quốc hội.

## Đại biểu Quốc hội Việt Nam khóa 13 nhiệm kì 2011-2016
Ông từng là đại biểu Quốc hội Việt Nam khóa 13, thuộc đoàn đại biểu thành phố Hà Nội.